# DISC1
DISC1(Disrupted in schizophrenia 1)유전자는 1q42 좌위에 위치하고 있는 대표적 후보유전자이다. DISC1은 세포 증식, 분화, 이동, 뉴런의 축삭돌기와 가지돌기의 성장, 미토콘드리아의 수송, 핵 분열과 융합, 세포 간 접합부에 관여하고 있다. 여러 연구에서 DISC1에 의해 변화된 단백질 구조로 인하여 조현병, 우울, 양극성 장애 등의 정신 질환이 발현된다고 하였다. DISC1에서 전돌연변이에 의해 손상을 받은 세포 기능이 이러한 정신 장애를 가져올 수 있다. DISC1은 분명히 정의된 것은 아니며 지속적으로 연구되는 주제이다.

## 기능
DISC1은 410kb 정도 길이로 13개의 엑손(axon)을 포함하고 있다. DISC1의 발현 부위는 주로 해마, 대뇌, 피질, 소뇌, 후각망울(olfactory tulb), 시상하부 등으로 알려졌다. 기능적으로 뉴런의 성장을 조절하고 뇌의 성숙(뉴런의 증식, 분화, 이동, cAMP 신호화, 세포 골격 조절, 다양한 신호경로를 통한 변형 조절)에 관여한다. DISC1은 동물적 연구를 통해“DISC1 interactome”이라는 거대한 단백질-단백질간의 상호 네트워크를 통해 기능하는 것으로 보고되었다. 이러한 상호작용 네트워크는 14-3-3ε, LIS1, PDE4B 효소이다. DISC1은 NUDEL, LIS1과 같은 다양한 유전자들과 신경 세포의 성장과 이동 등 뇌의 발달에 중요한 역할을 한다. DISC1은 미소관결합단백질인dynein의 활동을 가능하게 한다. 미소관 이동을 조절하는 것은 뉴런 이동, 신경돌기 성장, 축삭 형성에 관여하는 것이다.
DISC1은 뇌의 성장의 결정적 시기에 가장 높게 발현된다. 특히 신경전구세포가 발견되는 대뇌피질의 embryonic ventricular and subventricular zone에서 발견된다. 이 위치는 DISC1이 배아와 성체뇌신경생성에 중요한 조절인자임을 알 수 있으며 신경세포의 증식과 분화를 조절한다고 볼 수 있다. 신경전구세포의 순환에서 단백질의 농도는 뉴런으로 분화되는 신경전구세포와 신경전구세포로 남는 것의 여부에 영향을 미친다. 발달과정동안 해마에서 유전자발현프로필이 가장 높게 나타난다. DISC1은 뇌에 뉴런의 통합의 속도를 조절하며 새로운 뉴런의 위치를 조정한다. 시냅스에서 DISC1의 위치가 발견된 것으로 볼 때 DISC1은 시냅스 후부위의 밀도에서 큰 역할을 하고 있는 것으로 볼 수 있으나 어떠한 역할을 하는 지는 구체적으로 나와있지 않다.
DISC1의 엑손 9번에서 13번까지의 부위가 11번 염색체로 이동하는 돌연변이를 균형전위(balanced chromosomal tranlocation)라고 하며, 그 결과로 생성되는 불완전한 단백질은 정상적으로 상호작용해야 하는 다른 유전자들과 결합하지 못하고 신경세포 가지돌기의 발달 등에 장애를 일으키는 것으로 관찰되었다. 결국 DISC1은 광범위한 뇌 부위에 발현하여 다양한 유전자들과 상호작용하면서 뇌신경의 발달과 다중적인 연결에 관여하는 것으로 볼 수 있다.

## 임상적 영향
DISC1의 불완전한 단백질은 일반적으로 주요정신질환의 위험요소가 되며 기억력 결손과 뇌 활동의 비정상적 패턴을 가져온다. DISC1의 전위는 일반인에 비해 약 50% 조현증, 양극성 장애, 주요 우울증의 발병 위험을 증가시킨다. DISC1 질환을 가지고 있는 모델에서 쥐, 노랑초파리, 지브라피쉬는 DISC1 돌연변이에 관련된 정신 질환 장애가 나타났다. 그러나 정신질환에서 대립형질을 나타내는 변종은 나타나지 않았으며 DISC1의 변종의 영향과 단백질 기능은 아직 명확히 정의되지 않고 있다.
- 조현병

인구의 1%가 영향을 받고 있으며 유전적 영향이 높다. DISC1은 신경학적인 이상 예를 들어 망상, 장기기억 손실, 해마 및 전두엽의 회백질 감소와 관련이 있다. 이러한 이상은 조현증의 증상과 관련이 있다. DISC1의 기능은 신경합성과 성체뇌신경생성에 관여되기 때문에 조현병의 취약성은 해마의 기능저하와 관련이 된다.
- 자폐증과 아스파러거스 신드롬

최근 가족 연구에서 chromosome 1의 결핍으로 DISC1이 결핍된 어린 소년들이 자폐증을 진단받았다고 하였다. DISC1의 농도가 낮은 쥐에서 전기적 자극에 비정상적인 반응을 보였고 도파민 합성이 감소되었으며 불필요한 감각 정보를 거르는 능력이 부족하였다. 이러한 DISC1 돌연변이 연구에서 보이듯이 DISC1은 자폐증에 영향을 줄수 있으며 더 많은 연구가 필요하다.
- 양극성장애

DISC1이 처음 발견되었을 때 주요 전위가 이루어진 가족들 중 주요 정신장애에 양극성장애가 포함되었다. 후속연구에서도 전이된 DISC1 유전자를 가진 가족에게서 양극성 장애가 처음 발견되었다.

## 연구방향
유전적 위험요인으로서 DISC1에 대해 이해하는 것은 새로운 약물 요법과 예방적인 접근을 할 수 있는 중요한 키가 될 수 있다. 또한 DISC1 유전자의 단독작용에서 더 나아가 다른 후보 유전자들과의 상호 작용효과를 관찰하여야 할 것이다.

## 참고 문헌
- PJ Harrison, DR Weinberger. Shizophrenia genes, gene expression, and neuropathology: on the matter of their convergence. Molecular Psychiatry 2005;10:40-68.

1. 1 2 3  GRCh38: Ensembl release 89: ENSG00000162946 - 앙상블, May 2017
2. 1 2 3  GRCm38: Ensembl release 89: ENSMUSG00000043051 - 앙상블, May 2017
3. ↑  “Human PubMed Reference:”. 《National Center for Biotechnology Information, U.S. National Library of Medicine》.
4. ↑  “Mouse PubMed Reference:”. 《National Center for Biotechnology Information, U.S. National Library of Medicine》.